# Cláudio, Duque da Lusitânia
Cláudio (do latim Claudius) foi um Dux (Duque) Ibero-Romano da Lusitânia (ou dux Emeretensis civitatis) no final do século VI. Ele foi um dos mais bem sucedidos generais do rei Recaredo I.
Em 587, depois que um conde chamado Viterico revelou a trama de Sunna, o bispo  Ariano de Mérida, para colocar o visigodo  Segga no trono e, provavelmente também matar Masona, o bispo católico de Mérida, Cláudio foi enviado para acabar com a revolta. Segga foi capturado, suas mãos foram cortadas (a penalidade para usurpadores naquela época) e banido para a Galécia. Os conspiradores menos importantes foram privados de suas propriedades e funções, e enviado para o exílio, mas um dos chefes rebeldes, Vagrila, refugiou-se na basílica de Santa Eulália. 
Em 589, quando o rei Franco Gontrão da Borgonha enviou um exército na Septimânia, em apoio a uma rebelião feita pelos arianos, Cláudio foi enviado pelo rei Recaredo I para derrotá-lo. Perto de Carcassona , no rio Aude, Cláudio surpreendeu os Francos e os encurralou, matando 5.000 e capturando mais de 2.000, assim como o seu acampamento. De acordo com Isidoro de Sevilha, nulla umquam em Hispaniis Gothorum uictoria uel maior bello vel similis extitit: "Nenhuma vitória dos godos, na Espanha foi maior ou igual a dele." O cronista João de Biclaro, com ainda mais emoção exagerada, sua figura comparando Cláudio, ao personagem bíblico Gideão, e afirmando que ele derrotou 60.000 francos com apenas 300 homens.